# پرندگان سیاه
پرندگان سیاه (انگلیسی: Black Birds) (به هندی: Karutha Pakshikal) فیلم درام خانوادگی هندی مالایالم- زبان، تولید سال ۲۰۰۶ است که نگارش و کارگردانی آن را کمال انجام داده است. بازیگران اصلی فیلم مموتی، مینا و پادماپریا جاناکیرامن هستند.